# Rdadna Oulad Malek
Rdadna Oulad Malek  (in arabo الردادنة أولاد مالك‎?) è un centro abitato e comune rurale del Marocco situato nella provincia di Benslimane, regione di Casablanca-Settat. Conta una popolazione di 4 561 abitanti (censimento 2014).